# Okręg Përmet
Okręg Përmet (alb. rrethi i Përmetit) – jeden z trzydziestu sześciu okręgów administracyjnych w Albanii; leży w południowo-wschodniej części kraju, w obwodzie Gjirokastra. Liczy ok. 22 tys. osób (2008) i zajmuje powierzchnię 930 km². Jego stolicą jest Përmet.
Inne miasta: Këlcyra.
W skład okręgu wchodzi dziewięć gmin: dwie miejskie Përmet, Këlcyrë oraz siedem wiejskich Sukë, Ballaban, Petran, Çarshovë, Qendër Piskovë, Frashër, Dishnicë.